# 第27回日本レコード大賞
第27回日本レコード大賞（だい27かいにほんレコードたいしょう）は、1985年（昭和60年）12月31日に日本武道館で行われた、27回目の『日本レコード大賞』である。

## 概要
この年から会場を帝国劇場から日本武道館に移した。
第27回の大賞は、中森明菜の「ミ・アモーレ〔Meu amor é･･･〕」に決定した。中森明菜は初の受賞。日本テレビのスター誕生!出身歌手と、アイドル歌手の受賞は第20回のピンク・レディー以来7年ぶり。また、大賞受賞歌手にはこの回のTV番組提供スポンサーの1社であるトヨタ自動車よりクラウン4ドア ハードトップ ロイヤルサルーンがトヨタ賞として贈られた。
次点はチェッカーズ「ジュリアに傷心」、3位は安全地帯「悲しみにさよなら」であった。
大賞のプレゼンターはロッテオリオンズの落合博満と、女優の美保純、最優秀歌唱賞のプレゼンターは細川たかし、最優秀スター賞のプレゼンターは加藤茶・志村けん、最優秀新人賞のプレゼンターはMIEがそれぞれ担当した。
それまで4年連続で司会者を務めていた竹下景子は出産を控えていたため、この年は司会を辞退。代わって倍賞美津子が司会に参加している（翌1986年・第28回は再び竹下が司会に復帰）。
視聴率は1P上昇の31.4%。
なお、この日は「ぴったし カン・カン」とドラマ「禁じられたマリコ」は休止。双方ともに番組のエンドクレジット後、来週の予告スポットをながした。

## 司会
- 森本毅郎 - 2度目の司会。
- 倍賞美津子

進行補佐
- 生島ヒロシ（TBSアナウンサー） - 2度目の司会。

## 受賞作品・受賞者一覧

### 日本レコード大賞
- 「ミ・アモーレ〔Meu amor é･･･〕」
  - 歌手:中森明菜
  - 作詞:康珍化
  - 作曲:松岡直也
  - 編曲:松岡直也
  - 所属事務所:研音
  - レコード会社:ワーナーパイオニア

### 最優秀歌唱賞
- 「波止場しぐれ」
  - 歌手:石川さゆり

### 最優秀新人賞
- 中山美穂（曲:「「C」」）

### アルバム大賞
- 「9.5カラット」
  - 歌手:井上陽水

### 最優秀スター賞
- チェッカーズ（曲:「ジュリアに傷心」など）

### 金賞
- 「男船」
  - 歌手:神野美伽
- 「そして…めぐり逢い」
  - 歌手:五木ひろし - 2年連続6度目。前身の歌唱賞を合わせると11度目。
- 「タッチ」
  - 歌手:岩崎良美
- 「デビュー」　
  - 歌手:河合奈保子 - 4年連続4度目。
- 「PASSION」　
  - 歌手:早見優
- 「望郷じょんから」
  - 歌手:細川たかし - 4年連続4度目。
- 「ミ・アモーレ〔Meu amor é･･･〕」
  - 歌手:中森明菜 - 2年連続2度目。
- 「悲しみにさよなら」
  - 歌手:安全地帯 - 2年連続2度目。
- 「ジュリアに傷心」
  - 歌手:チェッカーズ - 2年連続2度目。
- 「Romanticが止まらない」
  - 歌手:C-C-B

### 新人賞
- 本田美奈子（曲:「Temptation（誘惑）」）
- 小林明子（曲:「恋におちて -Fall in love-」 ）
- 中山美穂（曲:「「C」」）
- 芳本美代子（曲:「雨のハイスクール」）
- 松本典子（曲:「さよならと言われて」）

### 優秀歌唱賞（最優秀歌唱賞ノミネート）
- 「し・の・び・愛」
  - 歌手:柏原芳恵
- 「かくれ宿」
  - 歌手:大月みやこ

### 優秀アルバム賞
- 「回帰線」
  - 歌手:尾崎豊
- 「KAMAKURA」
  - 歌手:サザンオールスターズ - 5年連続5度目。単独賞時代のアルバム大賞を合わせると6度目。
- 「9.5カラット」
  - 歌手:井上陽水
- 「THUNDER IN THE EAST」
  - 歌手:LOUDNESS
- 「10番目のミュー」
  - 歌手:尾崎亜美
- 「D404ME」
  - 歌手:中森明菜 - 2年ぶり2度目。
- 「Today's Girl」
  - 歌手:小泉今日子
- 「TRAUMATIC 極東探偵団」
  - 歌手:高中正義
- 「NO SIDE」
  - 歌手:松任谷由実 - 5年連続5度目。
- 「毎日!!チェッカーズ」
  - 歌手:チェッカーズ - 2年連続2度目。

### 作曲賞
- 「いっそセレナーデ」（歌:井上陽水）/「飾りじゃないのよ涙は」（歌:中森明菜）
  - 作曲:井上陽水

### 編曲賞
- 「Romanticが止まらない」（歌:C-C-B）
  - 編曲:船山基紀 - 3年ぶり3度目。

### 作詩賞
- 「夏ざかりほの字組」（歌:田原俊彦・研ナオコ）
  - 作詩:阿久悠 - 10年ぶり3度目。大賞を合わせると5年ぶり8度目。

### 特別賞
- 小林明子

### 企画賞
- (株)徳間ジャパン／キャッツタウンレコード／吉幾三「俺ら東京さ行ぐだ」
- ビクター音楽産業(株)／制作スタッフ／組曲「夢千代日記」
- ワーナー・パイオニア(株)／柳ジョージ／制作スタッフ「GOOD TIMES」

### 功労賞
- 二葉あき子
- 近江俊郎

## TV中継スタッフ
- 運営プロデューサー：青柳修、斎藤正人、今里照彦、梅沢汎
- 構成：長東利博、腰山一生、下尾雅美
- 音楽：長洲忠彦、ボブ佐久間
- 指揮：長洲忠彦
- 演奏：岡本章生とゲイスターズ、高橋達也と東京ユニオン、ベストアンサンブル
- コーラス：ルージュ
- 踊り：名倉ジャズダンススタジオ
- 振付：名倉加代子
- 殺陣：國井正廣、國井グループ
- 技術：橋本英一
- TD：佐藤満、新福剛
- 映像（カメラ）：佐藤秀樹
- カラー調整：梶一郎、佐藤賢二郎
- 音声：椎木洋次、吉田克弥
- 照明：小島久明
- 音響効果：舘野忠之
- 美術制作：和田一郎
- 美術デザイン：三原康博
- 中継担当：遠藤環
- 舞台監督：森山享
- プロデューサー：滝本裕雄
- 演出：塩川和則
- 製作著作：TBS
- 主催：社団法人 日本作曲家協会、日本レコード大賞制定委員会、日本レコード大賞実行委員会